# Réseau interministériel de base uniformément durci
Pour les articles homonymes, voir Rimbaud (homonymie).
Le Réseau interministériel de base uniformément durci (système RIMBAUD) est un système d'échange d'information sécurisé de l'État français géré par l'Agence nationale de la sécurité des systèmes d'information (ANSSI). À la différence du système ISIS qui permet d'échanger des informations de manière sécurisée par messagerie électronique, le système RIMBAUD encadre les échanges d'informations par voie téléphonique. L'objectif de ce réseau est d'assurer le bon fonctionnement des services gouvernementaux en cas de situation critique. Il permet également des communications protégées nécessaires au domaine du secret défense.
En 2022, l'ensemble du réseau est désactivé en vue d'une refonte générale des systèmes de communication sécurisée du gouvernement et des services relatifs au secret de la Défense nationale.